# Коней на переправе не меняют (фильм)
«Коне́й на перепра́ве не меня́ют» — советский широкоформатный художественный фильм 1980 года.

## Сюжет
В фильме рассказывается о строительстве крупного автомобильного завода (заключительные кадры фильма дают понять, что сюжет освещает строительство Камского автозавода). Директор завода Борисов (Леонид Марков) считает, что завод нужно строить в комплексе со всей инфраструктурой и жильём, в то время как представитель министерства Родионов (Владимир Самойлов) настаивает на строительстве и сдаче в эксплуатацию, в первую очередь, конвейерных линий для скорейшего выпуска автомобилей. Когда Борисов заболевает, руководить стройкой начинает Родионов, который замораживает строительство жилья и других объектов, бросив все силы на конвейерный цех. Это вызывает недовольство рабочих, которые начинают уезжать со стройки. Борисов выздоравливает, возвращается на стройку и исправляет решения Родионова.

## Съёмочная группа
- Режиссёр: Гавриил Егиазаров
- Сценарий: Наум Мельников, Александр Мишарин, Гавриил Егиазаров
- Оператор: Элизбар Караваев

## В ролях
- Леонид Марков — начальник стройки Анатолий Петрович Борисов
- Владимир Самойлов — заместитель министра Сергей Сергеевич Родионов
- Наталья Андрейченко — Алла
- Геннадий Корольков — парторг стройки Малышев
- Армен Джигарханян — прораб Рубен Григорьевич Маркарян
- Юрий Васильев — главный инженер, бывший министерский работник Серафим Иванович Мячкин
- Галина Польских — Таня, жена Мячкина
- Ирина Малышева — дочь Мячкиных
- Владимир Седов — министр
- Борис Иванов — финансист стройки Слёзкин
- Софья Павлова — Зина Борисова
- Андрей Смоляков — Саша
- Тамаз Толорая — Эльдар Кикнадзе
- Жанна Прохоренко — жена Малышева
- Клавдия Хабарова — секретарь на совещании у зампреда
- Станислав Михин — бригадир
- Юрий Леонидов — Николай Николаевич
- Георгий Чепчян — поставщик проволоки (в титрах Ж. Чепчян)
- Иван Косых - гость на свадьбе

## Фестивали и награды
- 1981 — XIV Всесоюзный кинофестиваль (Вильнюс) по разделу художественных фильмов: диплом жюри — фильму «Коней на переправе не меняют»[1].